# ミルトン・ハイスクール
ミルトン・ハイスクール(英語: Milton High School)は、ジンバブエ・ブラワーヨの公立学校。

## 概要
ミルトン・ハイスクールは公立の男子校で、ジンバブエの中等教育機関である。ブラワーヨ市内では初の公立男子校である。1910年の創立であり、イギリス南アフリカ会社のサー・ウィリアム・ミルトンに因んで命名された。「ミルトン演説」と呼ばれる演説は1994年7月26日、ジンバブエの政治家デビッド・コルタートによって作られた。 。

## 主な卒業生
- ヘンドリック・フルウールト - 南アフリカ連邦・南アフリカ共和国の1958年から1966年までの首相。アパルトヘイト政策を法制化した。
- シェパード・シバンダ - ジンバブエ国籍初の国外のプロチームでプレーした野球選手。香川オリーブガイナーズ、福井ミラクルエレファンツでプレーした。